# Wyatt Sanford
Wyatt Sanford (n. 3 noiembrie 1998, Kennetcook⁠(d), Nova Scotia, Canada) este un boxer ce a reprezentat Canada, medaliat olimpic. A participat la 2 ediții ale Jocurilor Olimpice (2020, 2024) în care a câștigat o medalie de bronz.